# Bắc Môn

Vị trí tại Đài Nam

Bắc Môn (tiếng Trung: 北門區; bính âm: Běimén qū) là một khu (quận) của thành phố Đài Nam, Trung Hoa Dân Quốc (Đài Loan). Bắc Môn là nơi sông Cấp Thủy đổ ra eo biển Đài Loan. Quận có địa hình bằng phẳng và có một số diện tích đất ngập nước với tài nguyên động thực vật phong phú. Bắc Môn có diện tích 44,1003 km², dân số vào tháng 8 năm 2011 là 12.260 người thuộc 4.378 hộ gia đình, mật độ cư trú đạt 278 người/km².